# Castelo de Little Cumbrae

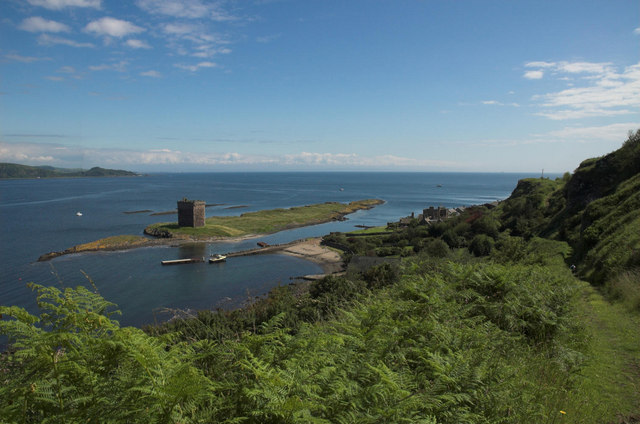
Castelo de Little Cumbrae, Escócia

O Castelo de Little Cumbrae (em inglês:  Little Cumbrae Castle) é um castelo do século XVI atualmente ruínas localizado na ilha de Little Cumbrae, South Ayrshire, Escócia.

## História
Foi ocupado por Roberto II em 1375 e novamente em 1384. Há relatos de que foi queimado por Oliver Cromwell em 1653, estando em ruínas desde essa data.
Encontra-se classificado na categoria "A" do "listed building" desde 14 de abril de 1971.